# Centroctenus brevipes
Espèce
Synonymes
- Ctenus brevipes Keyserling, 1891
- Ctenus taeniatus Keyserling, 1891
- Ctenus thomasi F. O. Pickard-Cambridge, 1902
- Ctenus tatarendensis Tullgren, 1905
- Ctenus anisitsi Strand, 1909
- Ctenus atrivulva Strand, 1909
- Ctenus mentor Strand, 1909
- Ctenus brevilabris Strand, 1909
- Ctenus binotatus Mello-Leitão, 1936
- Ctenus gynheraldicus Mello-Leitão, 1936
- Ctenus albovittatus Mello-Leitão, 1939
- Isoctenus masculus Mello-Leitão, 1939
- Ctenus birabeni Mello-Leitão, 1941

Centroctenus brevipes est une espèce d'araignées aranéomorphes de la famille des Ctenidae.

## Distribution
Cette espèce se rencontre en Colombie, au Brésil, en Bolivie, au Paraguay, en Argentine et en Uruguay.

## Description
Les mâles mesurent de 10,20 à 14,10 mm et les femelles de 11,40 à 22,35 mm.

## Systématique et taxinomie
Cette espèce a été décrite sous le protonyme Ctenus brevipes par Keyserling en 1891. Elle est placée dans le genre Parabatinga par Polotow et Brescovit en 2009 puis dans les Centroctenus par Hazzi & Hormiga en 2023.
Ctenus thomasi, Ctenus binotatus, Ctenus gynheraldicus et Ctenus albovittatus ont été placées en synonymie par Eickstedt en 1978.
Ctenus taeniatus, Ctenus tatarendensis, Ctenus anisitsi, Ctenus atrivulva, Ctenus mentor, Isoctenus masculus et Ctenus birabeni  ont été placées en synonymie par Polotow et Brescovit en 2009.

## Publication originale
- Keyserling, 1891 : Die Spinnen Amerikas. Brasilianische Spinnen. Nürnberg, vol. 3, p. 1-278.